# 68 Orionis
68 Orionis är en blåvit stjärna i huvudserien i stjärnbilden Orion.
68 Orionis har visuell magnitud +5,75 och är svagt synlig för blotta ögat vid god seeing. Den befinner sig på ett avstånd av ungefär 830 ljusår.